# Åmotfors
Åmotfors is een plaats in de gemeente Eda in het landschap Värmland en de provincie Värmlands län in Zweden. De plaats heeft 1476 inwoners (2005) en een oppervlakte van 261 hectare. De plaats ligt ongeveer 22 km ten noordwesten van Arvika. Tot 1917 heette de plaats Åmot, daarna werd de naam veranderd in het huidige Åmotfors.

## Verkeer en vervoer
Bij de plaats lopen de Riksväg 61 en Länsväg 177.
De plaats heeft een station aan de spoorlijn Charlottenberg - Laxå.